# Harold Bernard St. John
 (janvier 2019).
Si vous disposez d'ouvrages ou d'articles de référence ou si vous connaissez des sites web de qualité traitant du thème abordé ici, merci de compléter l'article en donnant les références utiles à sa vérifiabilité et en les liant à la section « Notes et références ».
Sir Harold Bernard St. John (16 août 1931 - 29 février 2004) était un homme politique barbadien, Premier ministre de 1985 à 1986. Il a été chef du Parti travailliste de la Barbade de 1970 à 1971 et de nouveau de 1985 à 1987. Il était surnommé « Bree ».

## Biographie
St. John est né dans la paroisse de Christ Church. Il suit ses études à la Barbade, puis des études de Droit à l'Université de Londres. En 1954, rejoint alors le barreau anglais à Inner Temple et exerce ensuite dans toute la Caraïbe anglaise. Il rejoint le Parti travailliste de la Barbade en 1959 et est élu à la Chambre des représentants en 1966, lors des élections qui suivent l'indépendance. Entre la mort de Grantley Adams, il est brièvement Président du Parti travailliste de la Barbade, avant que Tom Adams lui succède. Il sert comme Sénateur de la Barbade entre 1971 et 1976.
En 1976, il est réélu comme Député et quitte le Sénat. il devient alors ministre dans les gouvernements de Tom Adams, ministre du Commerce et de l'industrie, et ministre du Tourisme, où il œuvre au développement de l'industrie du tourisme à la Barbade. Lorsque Adams décède brusquement en 1985, St. John qui était vice-premier Ministre, devient Premier ministre. Il a été défait aux élections de 1986 par Errol Barrow et le Parti travailliste démocrate.
En 1994, le BLP reprend le pouvoir, mais St. John resté simple député. Il est fait chevalier cette année-là. En 2004, Bernard St.John meurt d'un cancer à Bridgetown.